# 內部簡圖
內部綱要(Internal Schemas)在三綱要結構(Three-Schema Architecture)中描述資料庫的實體儲存結構，使用實體的資料模型(Data Model)並詳細描述了資料庫的資料儲存及存取路徑(Access Path)。